# Thomas Stühlmeyer

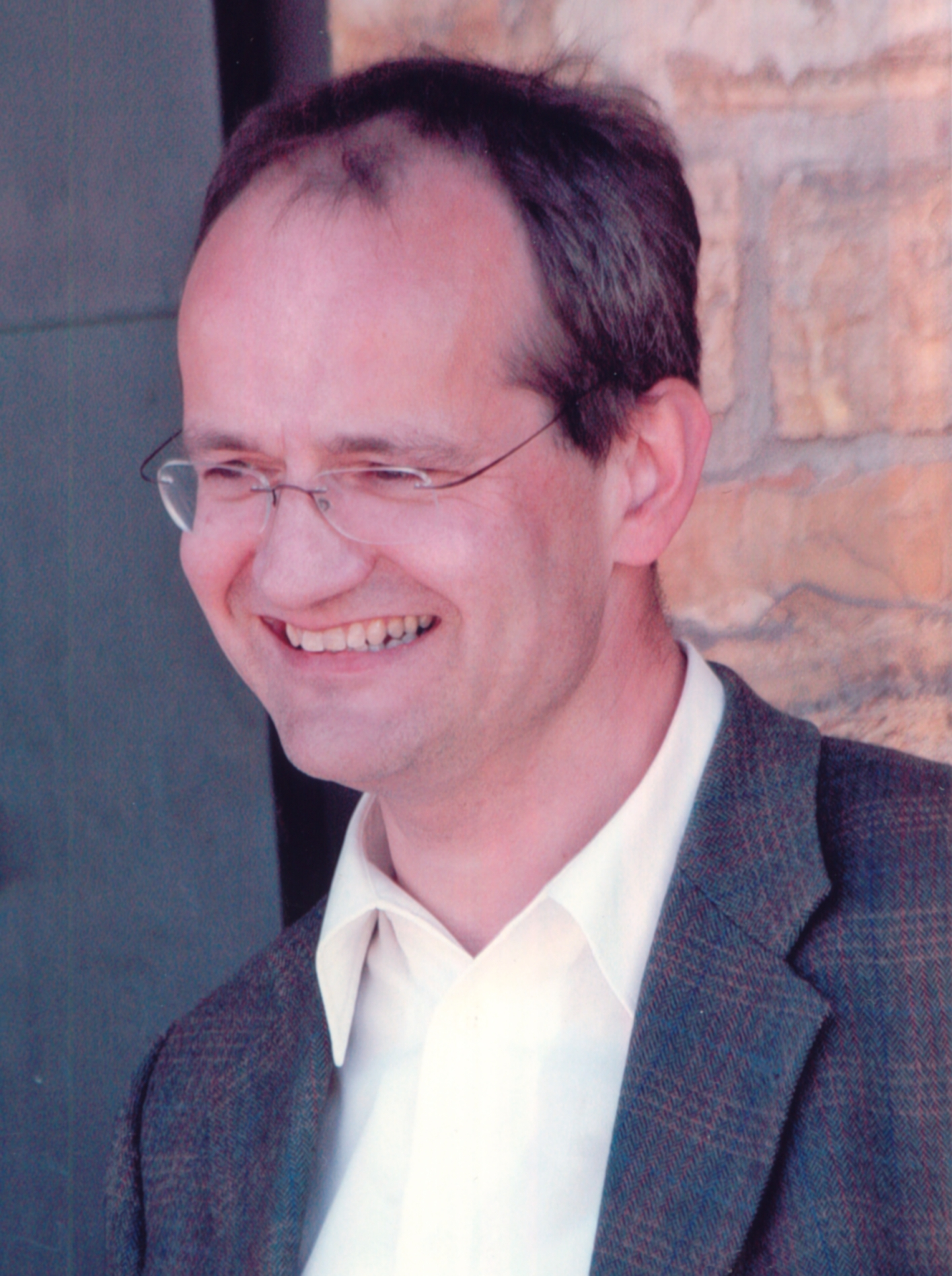
Thomas Stühlmeyer (2013)

Thomas Stühlmeyer (* 10. Dezember 1964 in Melle) ist ein deutscher katholischer Pastoraltheologe und Pfarrer.

## Biografie
In einer Kirchenmusikerfamilie geboren, sammelte Thomas Stühlmeyer erste Erfahrungen in der Gemeinde St. Matthäus (Melle), die in den 1970er Jahren Modellgemeinde des Bistums Osnabrück war. Musikunterricht erhielt er am Konservatorium in Osnabrück und am Kirchenmusikseminar des Bistums Osnabrück legte er bei Domorganist Professor Winfried Schlepphorst das Kirchenmusik-C-Examen ab.
Nach dem Abitur am Gymnasium in Melle studierte er Theologie und Philosophie an der Philosophisch-Theologischen Hochschule Sankt Georgen in Frankfurt und am Milltown Institute in Dublin (Irland). An der Theologischen Fakultät Paderborn promovierte er 2002 mit dem Thema: Veränderungen des Textverständnisses durch Bibliodrama: eine empirische Studie zu MK 4, 35 - 41 , einem Standardwerk der Pastoralpsychologie.
Seit 1992 ist Thomas Stühlmeyer Priester des Bistums Osnabrück, zunächst als Kaplan in Sögel-Clemenswerth und seit 2002 als Pfarrer in Osnabrück, seit 2015 an der St.-Johanniskirche. Stühlmeyer war u. a. Mitglied der Liturgischen Kommission und von 2009 bis 2012 Leiter der Steuerungsgruppe des bistumsweiten katechetischen Prozesses. Er bereiste den amerikanischen Kontinent mit dem Ziel, kirchliche Strukturen und pfarrgemeindliches Leben zu studieren.
Auf Vorschlag des Bundesvorstands der Caritas-Konferenzen für Deutschland ernannte ihn die Deutsche Bischofskonferenz 2020 zum Geistlichen Begleiter der CKD.
Thomas Stühlmeyers Großvater Heinrich Stühlmeyer war ein „Stiller Held des Widerstandes gegen den Nationalsozialismus“, der aufgrund seines Einsatzes für die katholische Kirche und Verfolgte des Dritten Reiches 1940 in das KZ-Emslandlager verbracht wurde. Der Kantor und Komponist Ludger Stühlmeyer und der Diakon Klaus Stühlmeyer sind seine Brüder.

## Werke

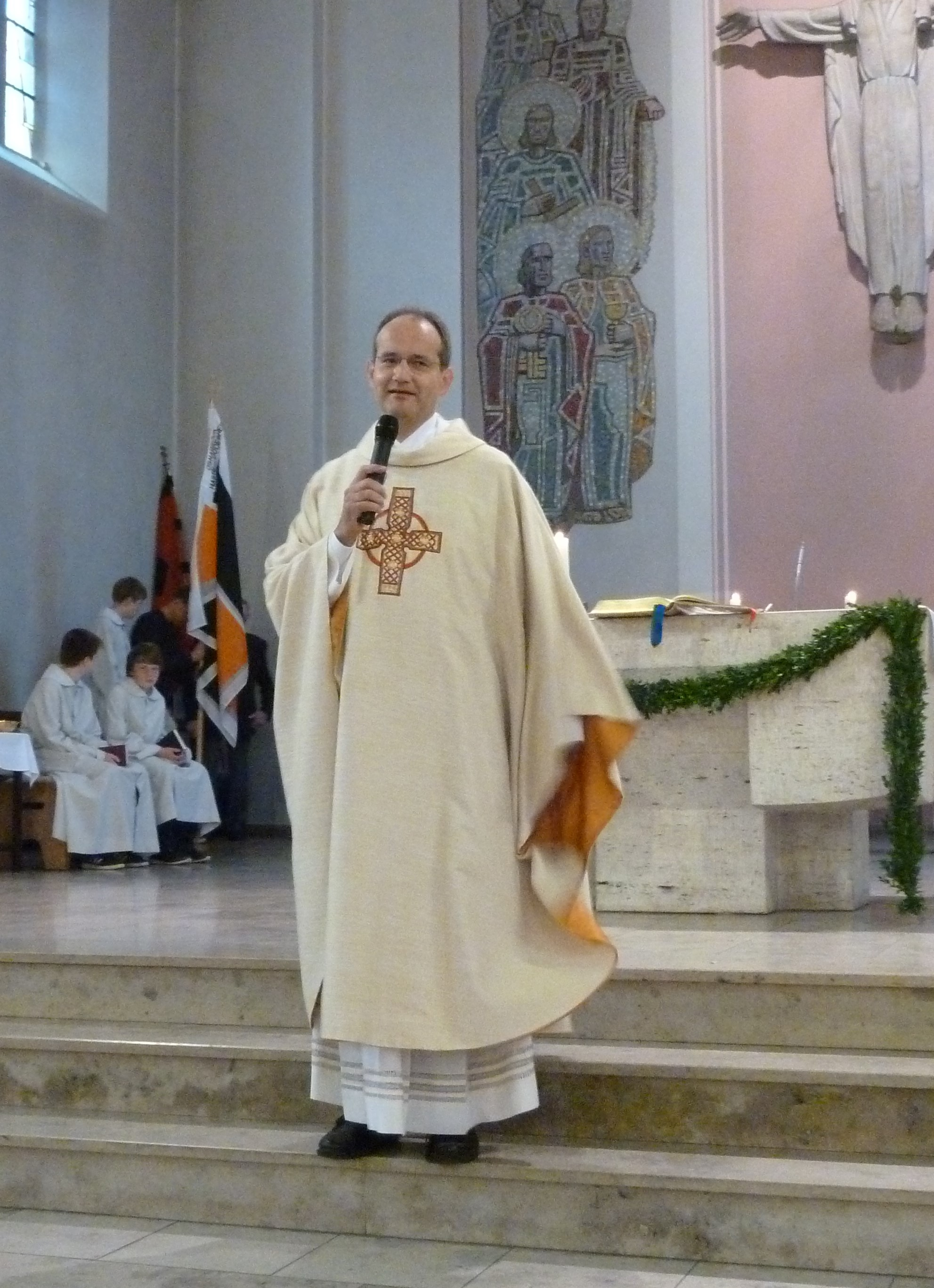
Thomas Stühlmeyer bei einer Predigt in Osnabrück (2013)

### Bücher und Schriften
- Beobachtungen und Gedanken zu den Fenstern der neuen St. Matthäus Kirche in Melle. Melle 1992.
- Gemeinsam mit Marcus Leitschuh: Bibliodramatische Methoden für den Religionsunterricht. In: Religion. Unterrichtsmaterialien Sekundarstufe I. Juni 2001.
- Veränderungen des Textverständnisses durch Bibliodrama: eine empirische Studie zu Mk 4, 35–41. Schöningh-Verlag, Paderborn 2004, Reihe: Paderborner Theologische Studien, ISBN 978-3-506701268.
- Unser Kindergarten als Bildungsort – Gedanken und Reflexionen. In: Annette M. Stroß (Hrsg.): Bildung – Reflexion – Partizipation. Anstöße zur Professionalisierung von Erzieherinnen und Erziehern. LiT-Verlag, Münster 2007.
- Vom Wort des Lebens sprechen wir. Katechetischer Prozess im Bistum Osnabrück. Verlag Dombuchhandlung, Osnabrück 2010.
- „Lasset die Kinder zu mir kommen“. Entwicklung einer Gebetskultur in Kindergartenteambesprechungen. In: Pastoralblatt, Oktober 2011.
- Vielmehr habe ich euch Freunde genannt. Verlag Herder, Freiburg 2012.
- Freundschaft und Katechese. Ermutigung und Perspektiven aus dem Johannesevangelium. Verlag Dombuchhandlung, Osnabrück 2012, ISBN 978-3-925164620.
- „Dient einander als gute Verwalter der vielfältigen Gnade Gottes, jeder mit der Gnade, die er empfangen hat“ (1 Petrus 4,10). In: CKD-Das Netzwerk von Ehrenamtlichen. Osnabrück 2018.

### Liturgische Gesänge
- Gott, du bist gut! Liedruf im Gotteslob, Diözesananhang Osnabrück, Nr. 967.
- Akklamationen für Kinderhochgebete. In: Osnabrücker Chorbuch. Carus-Verlag, Stuttgart 2003, S. 11.